# Kofferradio-Urteil
Das sogenannte Kofferradio-Urteil war ein Urteil des Kreisgerichts Potsdam-Stadt vom 15. Januar 1959, mit dem eine Phase „sozialistischer Selbstjustiz“ in der DDR eingeleitet wurde.

## Geschichte
Ein Jugendlicher hatte auf seinem tragbaren Radioempfänger auf der Straße den „Westsender“ RIAS gehört, als ihn ein Passant aufforderte, auf einen DDR-Sender umzuschalten. Weil der Radiobesitzer dem nicht nachkam, zerstörte der Passant das Gerät. Das Kreisgericht in Potsdam lehnte die Klage auf Schadensersatz mit folgender Begründung ab:

„Gemäß § 228 BGB handelt derjenige nicht widerrechtlich, der eine fremde Sache beschädigt oder zerstört, um damit eine durch die fremde Sache hervorgerufene drohende Gefahr von sich oder einem anderen abzuwenden. Nachweislich hat der Kläger das Kofferradio so laut spielen lassen, daß auch andere Passanten den Hetzkommentar des RIAS hören konnten. Er hat sich damit eine Verbreitung von Hetze gegen unseren Staat zuschulden kommen lassen.“

Das Urteil erschien in der führenden Juristenzeitung der DDR, Neue Justiz, und galt als Vorbild für Urteile zu „sozialistischer Selbstjustiz“ in den Folgejahren (siehe auch „Aktion Ochsenkopf“).